# Illoinen
Illoinen est un quartier du district Hirvensalo-Kakskerta à Turku en Finlande,.

## Description
Le quartier d'Illoinen est situé sur la rive ouest d'Hirvensalo. 
Illoinen comprend le jardin familial de la ville de Turku, qui a été construit dans les années 1980 pour remplacer le jardin familiale de Kupittatude.
Dans la partie sud-est d'Illoinen se trouve le petit lac Illoistenjärvi, dont l'eau fut autrefois polluée par les émissions toxiques de l'usine de cafetières Rothberg située sur son rivage.